# Eduardo Mac Entyre
Eduardo Mac Entyre, né à Buenos Aires le 20 février 1929 et mort dans la même ville le 5 mai 2014 (à 85 ans), est un peintre  argentin. Il est le fondateur du groupe d'artistes Arte generativo avec Miguel Angel Vidal dans les années 1960. Peintre abstrait, il est essentiellement connu pour ses peintures géométriques.